# Innocent coupable (téléfilm)
Innocent coupable (Criminal Justice) est un téléfilm américain réalisé par Andy Wolk, diffusé en 1991.

## Synopsis
Une jeune prostituée est cambriolée dans le vestibule d'un immeuble après avoir acheté de la drogue et souffre lors de l'incident d'une profonde et défigurante entaille au visage.
Les enquêteurs appelés sur les lieux du crime emmènent la victime blessée au commissariat où on lui remet des photos de certains criminels figurant sur leurs casiers. Elle identifie l'auteur du crime sur la photo.
La police arrête le suspect et après que la victime ait à nouveau identifié son agresseur lors de la séance de police, l'agresseur est accusé de vol aggravé .
Lors de sa mise en examen , sa caution est fixée à un montant inabordable. Bien qu'il doive rester en détention, il nie tout acte répréhensible auprès de son avocat dévoué. En raison de ses déclarations répétées d'innocence, il refuse d'accepter tout arrangement , aussi favorable soit-il.
De son côté, le procureur de district se bat pour défendre au mieux le cas de la victime/plaignante qui, malgré son identification positive de l'accusé, ne repose que sur ses seuls éléments de preuve . De plus, le procureur de district a des raisons de croire qu'elle n'a peut-être pas été honnête quant à la raison de sa présence dans le bâtiment où elle a été agressée et volée en premier lieu. La plaignante craint le système judiciaire mais est certaine que l'accusé était son agresseur.
La mise en liberté sous caution est refusée à l'accusé et plusieurs comparutions au tribunal ont lieu en attendant son procès. Le plaignant, qui souffre des effets d'un mode de vie lié à la drogue, est indigné par le refus de l'accusé de plaider coupable et devient de plus en plus réticent à témoigner.
La date du procès est fixée et, au grand soulagement du procureur de district, la plaignante entre dans la salle d'audience pour commencer son témoignage . En la voyant entrer dans la salle d'audience, l'accusé ordonne volontiers à son avocat de conclure un accord de plaidoyer afin que le procès soit arrêté.
Pour avoir plaidé coupable à la fois du vol et des coups et blessures infligés au plaignant, il est condamné à 3 ans et demi de détention. De par leurs points de vue divergents, la plaignante et la mère de l'accusé se sentent toutes deux insatisfaites de l'issue de l'affaire.

## Fiche technique
- Titre original : Criminal Justice
- Réalisation : Andy Wolk
- Scénario : Andy Wolk
- Musique : Elliot Goldenthal
- Pays d'origine : États-Unis
- Genre : Policier
- Durée : 90 min
- Date de diffusion : 1990

## Distribution
- Forest Whitaker (VF : Emmanuel Jacomy) : Jessie Williams
- Anthony LaPaglia : David Ringel
- Rosie Perez : Denise Moore
- Jennifer Grey : Liz Carter
- Tony Todd (VF : Med Hondo) : Detective Riley
- Saundra McClain : Loretta Charles
- Joe Lisi : Détective Lane
- Stephen Pearlman : Juge Ratner
- William Cameron : Mitchell
- Chuck Cooper : Juge Whitney